# Norbert Nagel

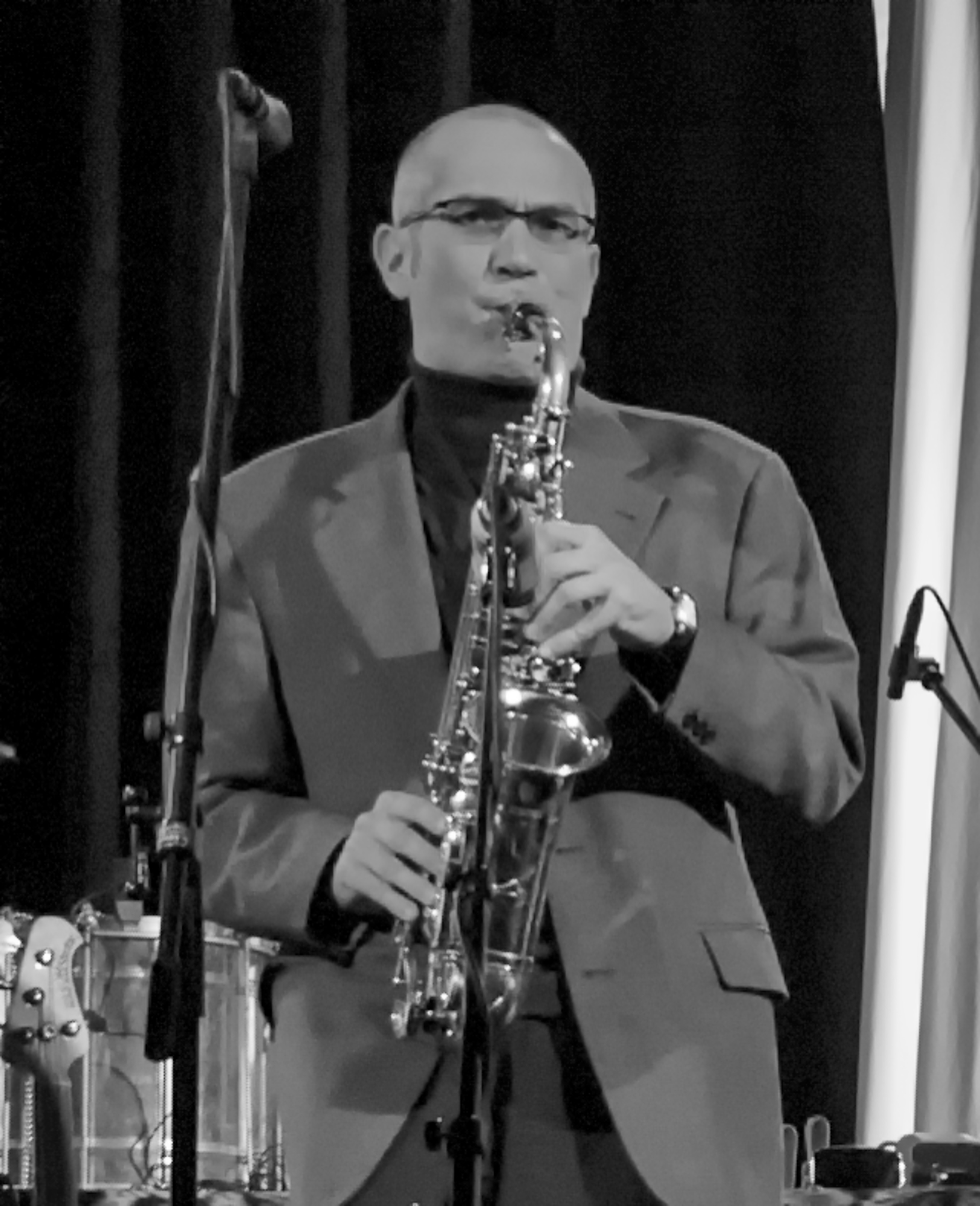
Norbert Nagel, 2005

Norbert Nagel (* 18. Februar 1961 in Vilseck) ist ein deutscher Musiker. Der Klarinettist, Saxofonist, Komponist und Arrangeur ist in Big Bands, Symphonieorchestern und als Studiomusiker für zahlreiche Künstler tätig.

## Leben und Wirken
Nagel studierte Klarinette am Nürnberger Konservatorium und bildete sich an der Hochschule für Musik und Theater München und im Jazz-Bereich an der Hochschule für Musik und Tanz Köln weiter. Zusammen mit seinem Bruder Karsten Nagel gründete er 1983 das Roseau Quintett. Das Kammermusikensemble produzierte in den darauffolgenden Jahren vier Tonträger. Der Multiinstrumentalist ist Spezialist für die Klanganforderungen unterschiedlicher Stile und Musikrichtungen. Er spielt in den Big-Bands der Rundfunkanstalten oder freien Ensembles wie der Thilo Wolf Big Band sowie verschiedenen Orchestern wie der Bayerischen Staatsoper oder den Berliner und Münchner Philharmonikern. Mittlerweile ist er als Studiomusiker auf mehr als 100 Tonträgern zu hören, unter anderem auf Hans Zimmers Das Geisterhaus und Lou Begas Mambo Nr. 5 und arbeitet mit internationalen Musikern wie Till Brönner, Ricky Lawson, Dominic Miller, Neil Stubenhaus, Martha Argerich, Lang Lang, Emmanuel Pahud und Al Martino.
Norbert Nagel tritt auch als musikalischer Leiter in Erscheinung. Meist in der Doppelrolle als Dirigent und Solist oder aus dem Orchester heraus dirigierend verwirklicht er Konzerte, die sich mit dem wechselseitigen Einfluss von Jazz, traditioneller Musik und Klassik beschäftigen. In den 1990er Jahren arbeitet Norbert Nagel vermehrt mit Liedermachern und Sängern zusammen. Er begleitete mehrfach Hannes Wader, Udo Jürgens und Konstantin Wecker auf Tourneen in Europa. Für Wecker produzierte er das Album Wenn du fort bist. Mit seinen Arrangements für die CD Heut wird´s schön gewann er den Chansonwettbewerb Troubadour im Jahr 2007. Seit mehreren Jahren tritt er regelmäßig mit der Sopranistin Angela Denoke und ihrem Kurt-Weill-Programm in den Opernhäusern Europas auf, wie dem Teatro alla Scala oder dem Gran Teatre del Liceu.
Seit 2021 tourt Norbert Nagel mit Jo Barnikel und Fany Kammerlander als Trio Sfera.

## Auszeichnungen
Nagel gewann zahlreiche Preise, u. a. beim ARD Musikwettbewerb, Kammermusikwettbewerben in Japan und Italien sowie der Bayerischen Akademie der Schönen Künste. Im Jahr 2024 bekam Nagel den großen Kulturpreis der Stadt Fürth.

## Diskographie
Nagel wirkte u. a. an folgenden Musikproduktionen als Musiker mit
- Lieblingslieder - Norbert Nagel
- Two Lives to Live - Angela Denoke
- An der Böhmischen Grenz - Monika Drasch
- Heart of the Matter - Wolfgang Haffner
- Satt - Thilo Wolf Big Band
- Friends and Friends - Norbert Nagel
- Der ganz normale Wahnsinn - Udo Jürgens
- Love Me Gershwin - Jutta Czurda & Thilo Wolf
- Alban Berg Violin Konzert - Deutsches Symphonie Orchester Berlin
- Wut und Zärtlichkeit - Konstantin Wecker
- Lulu Suite - Deutsches Symphonie Orchester Berlin
- We will remember them - Dominic Miller & Avitall
- In a Personal Mood - Thilo Wolf
- Neue Bekannte - Hannes Wader
- The Christmas Album - Till Brönner
- Die Blümelein sie schlafen - Norbert Nagel & A. Därr
- Ein Spaziergang - Norbert Nagel & Ensemble Juno
- Wundersame Reise - die Klinikclowns
- Heut wird´s schön - Norbert Nagel & K.W. Timm
- Schostakowitsch - Rundfunk-Sinfonieorchester Berlin
- Flussufer Live - Konstantin Wecker
- Haydn singt Heller - Tom Haydn
- Der Sinn des Nebels - Evert Fraterman
- Classic across Jazz - Norbert Nagel & Thilo Wolf
- Am Flussufer - Konstantin Wecker
- ...und es wechseln die Zeiten - Hannes Wader
- Connected - Andreas Blüml
- Limelight - Berliner Saxophon Ensemble
- Bernstein Mass - Deutsches Symphonie Orchester Berlin
- That´s my Band - Thilo Wolf
- Pikanterien - Tom Haydn
- Rias Big Band meets Werner Tauber - RIAS Big Band
- Wake, Awake - Bamberg Symphonic Big Band
- Crossart - Berliner Saxophon Ensemble
- The Best of Thilo Wolf - Thilo Wolf
- Bach: Brandt New - RIAS Big Band
- Kurt Weill - RIAS Big Band
- Von Bach bis Ellington - Windsbacher Knabenchor
- Swing it vol. 2 - Thilo Wolf
- The Music of Duke Ellington - RIAS Big Band
- Music - Wolfgang Haffner
- Was bleibt - Tom Haydn
- Allen Farnham meets The Rias Big Band - RIAS Big Band
- Tanzen ´98 - Max Greger
- German Folk Songs - RIAS Big Band
- Live in Berlin with BBC Big Band - RIAS Big Band
- Zoll meets the Masterfranks - Thomas Zoller
- Nostalgie - RIAS Big Band
- Zero Gravity - Norbert Nagel & Jo Barnikel
- Tribute to Benny Goodman - RIAS Big Band
- Brahms Reflexionen - Ensemble Roseau
- Gospel Faces - Thilo Wolf
- Gamsig - Konstantin Wecker
- Afrika - Konstantin Wecker
- Greetje Kauffeld meets the Rias Big Band - RIAS Big Band
- Goldrauschengel - Fitzgerald Kusz
- Mr. Grooverix - Thilo Wolf
- Kokain - Konstantin Wecker
- Wenn Du fort bist - Lieder von der Liebe und vom Tod - Konstantin Wecker
- Wenn du fort bist - Konstantin Wecker
- Let it be - Budde Thiem
- Darf ich bitten? Vol. 2 - Werner Tauber
- Tanzalbum ´93 - Hugo Strasser
- Swing it - Thilo Wolf